# 洪德施泰因山 (薩爾斯堡板岩阿爾卑斯山脈)
47°20′17″N 12°54′40″E / 47.33806°N 12.91111°E

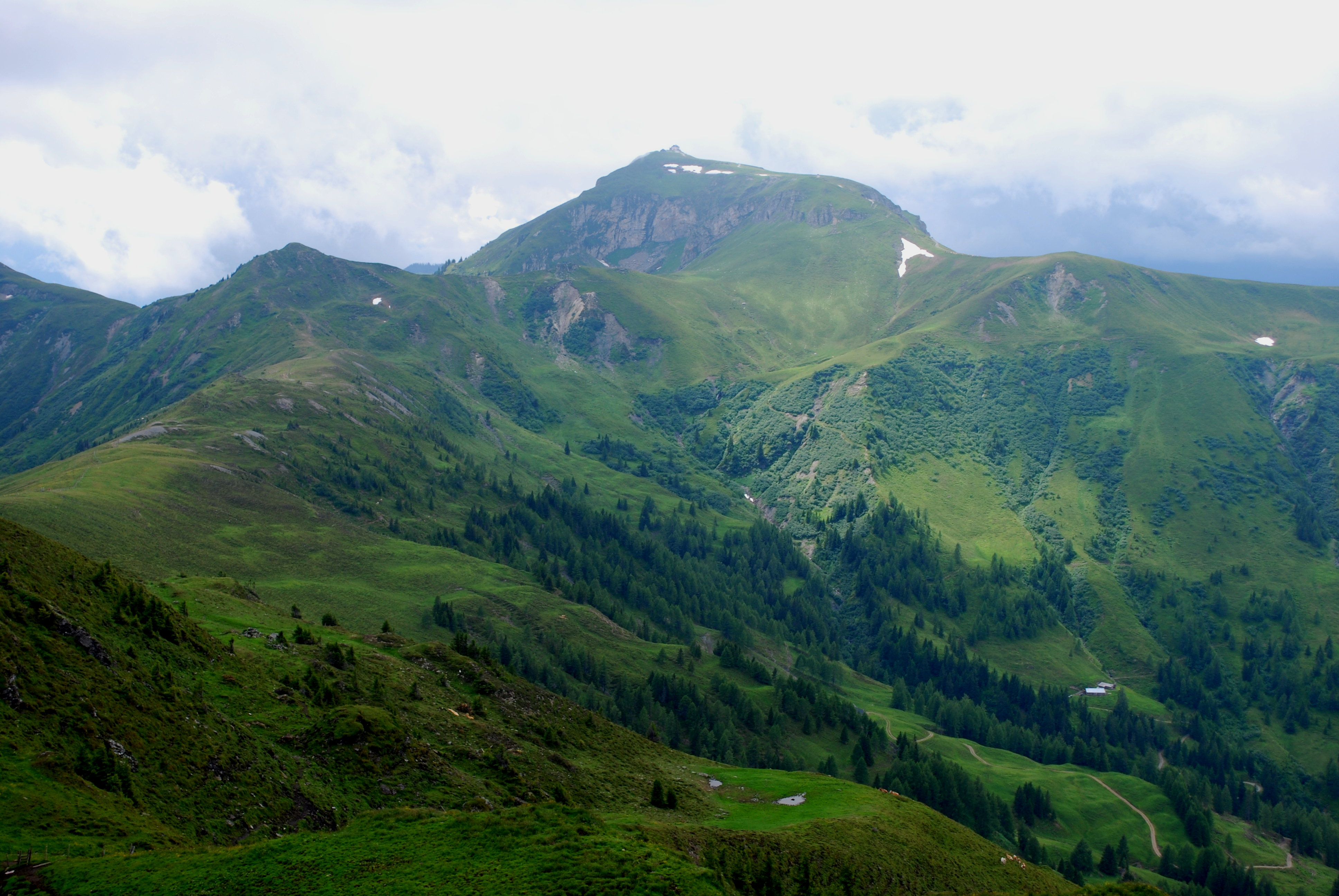

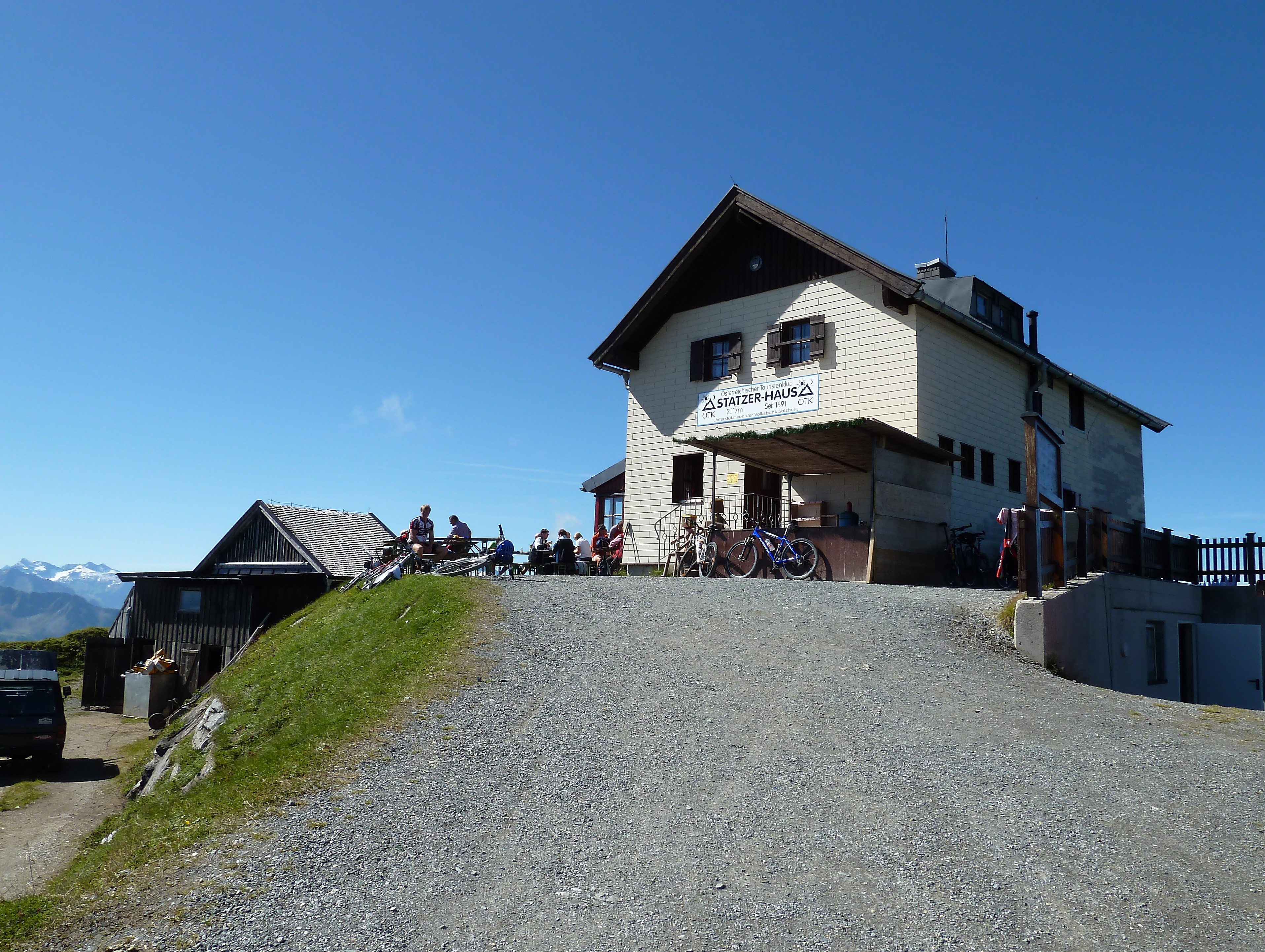

洪德施泰因山（德語：Hundstein），是奧地利的山峰，位於該國中部，由薩爾茨堡州負責管轄，屬於薩爾斯堡板岩阿爾卑斯山脈的一部分，海拔高度2,117米。